# Косихо-Питао
Косихо-Питао (в сапотекском «косихо» — молния) — бог дождя и молнии, игравший в сапотекской мифологии наиболее важную роль. По сапотекскому мифу, он также является создателем небесных светил, времён года, гор и рек, растений и животных, а день и ночь — это вдох и выдох Косихо. В сапотекском искусстве Косихо-Питао представлен с зооморфным лицом с широкой, тупой мордой и длинным раздвоенным языком-серпантином. Его изображением часто украшалась керамика. Часто на головном уборе этого бога изображался символический знак воды. Аналогичный символ использовался и в кодексах миштеков.
В классический период Косихо-Питао изображался на штукатурке и в виде бюстов одной рукою расплёскивающим воду из чаши, а в другой держа молнии. В классический период частично связывался с ягуаром.
В послеклассический период четыре 65-дневных части 260-дневного календаря были названы cocijos, что означает, что существовали и другие Косихо, связанные с каждым календарным периодом. Религиозные обряды, в том числе кровопускания, исполнялись на каждый из этих 4 косихо. В качестве оплаты для привлечения дождя Косихо-Питао часто получал человеческие жертвы, в основном в виде детей, но реже и взрослых.
Поклонение Косихо-Питао продолжалось и в колониальный период. В конце 1540-х 3 лидера общин Yanhuitlán были обвинены в совершении жертвоприношений божеству (в том числе и человеческих) и были осуждены инквизитором Франсиско де Сандоваль Тельо.